# 納得
| ウィキペディアには「納得」という見出しの百科事典記事はありません（タイトルに「納得」を含むページの一覧/「納得」で始まるページの一覧）。 代わりにウィクショナリーのページ「納得」が役に立つかもしれません。 |